# Acoplamento diazoico
Acoplamento diazóico (ou acoplamento azóico ou copulação diazóica ou copulação azóica) é uma reação de substituição eletrófila aromática entre um sal de diazônio e um anel aromático ativado, que pode ser uma anilina ou um fenol, sendo o produto da reação um azoderivado. Esta reação é importante na produção de corantes (corantes azóicos) e indicadores de pH, tais como a tartrazina o o alaranjado de metila.

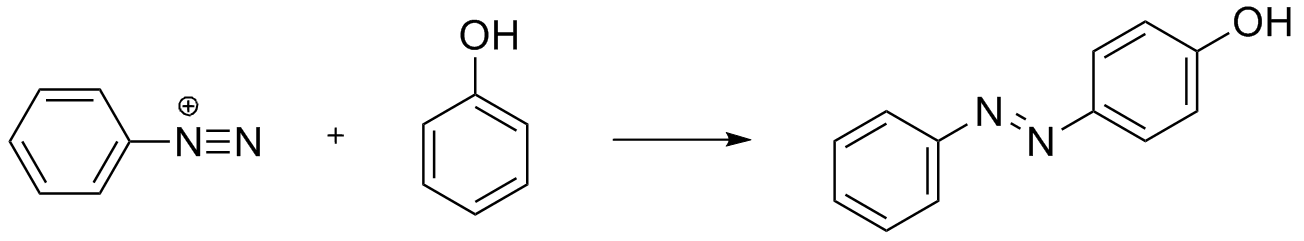
Exemplo de acoplamento diazóico

Nesta reação o sal de diazônio é o eletrófilo e o areno ativado o nucleófilo.
| An animation of the recation mechanism of the azo coupling |
| animação                                                   |

Na reação, o sal de diazônio não se liga ao composto aromático em qualquer posição, mas em posições definidas. Em derivados do benzeno, o ataque ocorre na posição para em relação ao grupo hidroxila ou amina, ou, quando esta estiver ocupada, na posição orto. O acoplamento é rápido em soluções alcalinas e lento em soluções ácidas. Em derivados do alfa-Naftol, o acoplamento ocorre na posição 4 ou, se esta estiver ocupada, na posição 2. Em derivados do beta-Naftol, o acoplamento ocorre na posição 1, mas nunca nas posições 3 ou 4.